# Деструктор (эсминец)
«Деструктор» — испанский военный корабль 19-го века, быстроходная океанская торпедная канонерская лодка и основной предшественник судна типа эсминец. Его спроектировал офицер испанского флота, Фернандо Вильямиль, по заказу министра военно-морского флота вице-адмирала Мануэля Пезуэлы.

## Создание
В течение 1860-х, 1870-х и 1880-х годов быстро совершенствующиеся, быстрые и дешевые торпедные катера представляли растущую угрозу для крупных военных кораблей. Эскортные суда уже использовались для защиты линкоров, но было решено, что необходим новый тип увеличенного и быстрого торпедного катера, способного сопровождать более крупные корабли в длительных плаваниях, а также атаковать вражеские линкоры торпедами в рамках действий флота.
Военно-морской флот Испании попросил несколько британских верфей представить предложения, способные выполнить эти спецификации. В 1885 году он выбрал проект, представленный верфью Джеймса и Джорджа Томсонов из Клайдбанка, недалеко от верфей Ярроу. Судно было заложено в конце года, спущено на воду в 1886 году и введено в эксплуатацию в 1887 году.

## Характеристики

Destructor в 1890 году

«Деструктор» весил 354 тонны и был оснащен двигателями тройного расширения мощностью 3784 лошадиных силы (2822 кВт) для максимальной скорости 22,6 узла (41,9 км/ч), что сделало его одним из самых быстрых кораблей в мире к 1888 году. Он был вооружен одной 90-мм (3,5 дюйма) испанской казнозарядной пушкой Hontoria, четырьмя 57-мм (2,2 дюйма) пушками Nordenfeldt, двумя 37-мм (1,46 дюйма) вращающимися пушками Hotchkiss и двумя 15-дюймовыми (381 мм) торпедными аппаратами. Корабль нес по три торпеды Шварцкопфа на трубу. На нем находился экипаж из 60 человек. В своем первом плавании «Деструктор» установил рекорд, пройдя путь от Фалмута до Феррола за 24 часа.
С точки зрения артиллерии, скорости и размеров, специализированного дизайна для преследования торпедных катеров и его возможностей в открытом море.

## Список использованной литературы
- Cheseneau, R & Kolesnik, E (Eds). Conway’s All the World’s Fighting Ships 1860—1905, Conway Maritime Press, 1979. ISBN 0-85177-133-5
- Лайон, Дэвид. Первые эсминцы, Chatham Shipshape Series, Лондон, 1997. ISBN 1-84067-364-8